# Anomala viridis
Anomala viridis är en skalbaggsart som beskrevs av Fabricius 1775. Anomala viridis ingår i släktet Anomala och familjen Rutelidae. Inga underarter finns listade i Catalogue of Life.